# Kościół Najświętszej Marii Panny Wniebowziętej w Żegocinie
Kościół pw. Najświętszej Marii Panny Wniebowziętej w Żegocinie – katolicki kościół parafialny zlokalizowany w Żegocinie (gmina Czermin). Funkcjonuje przy nim sanktuarium maryjne.

## Historia
Pierwsza świątynia istniała tu już w 1415 (uległa spaleniu). Obecny kościół został wzniesiony w 1714 z fundacji Mikołaja Swinarskiego, starosty liwskiego (data budowy wyryta jest nad bocznym portalem wejściowym od strony północnej; odkryto ją i wyeksponowano w 1998). W 1750 był restaurowany przez Antoniego Gajewskiego, starostę kościańskiego. Kolejne renowacje przechodził w latach: 1776, 1880 (nakładem Chłapowskich), 1947–1948 oraz 1998–2002.

## Architektura
Świątynia jest drewniana, konstrukcji wieńcowej. Prezbiterium jest węższe od nawy. Wieża wzniesiona na nawie, kwadratowa, z kruchtą, zwieńczona barokowym hełmem z latarnią. Dach kryty gontem. Strop w nawie jest płaski z fasetą, natomiast w prezbiterium zbudowano pozorne sklepienie kolebkowe. W 2001 odkryto resztki polichromii wyobrażającej kotarę. Prospekt organowy pochodzi z końca XVIII wieku. Ołtarz główny i boczne są rokokowe. Główny zawiera obraz Matki Boskiej Śnieżnej z Dzieciątkiem, pochodzący z około 1780. Zawiera łaciński napis "Sancta Dei Genitrix, ora pro nobis", w tłumaczeniu oznacza: "Święta Boża Rodzicielko, módl się za nami!". Obraz przeniesiono z Łęgu przed 1639. Koronacji płótna dokonał w 1965 kardynał Stefan Wyszyński. Boczne ołtarze pochodzą z pierwszej połowy XVIII wieku (dwa) i z około 1754 (dwa). Lokalna tradycja podaje, że dwa ołtarze boczne mogą pochodzić z kościoła jezuickiego w Kaliszu. Ambona, chrzcielnica (w formie anioła podtrzymującego misę), konfesjonały i dwie ławki z XVIII wieku reprezentują styl rokokowy. 
W kruchcie wiszą dwie tablice (1991 i 2001) upamiętniające lokalne kółko włościanek (pierwsze w Wielkopolsce, założone przez Teofilę Chłapowską w 1907) oraz kółko rolnicze.

## Otoczenie

### Cmentarz
Przy kościele zlokalizowane są liczne nagrobki i grobowce. Spoczywają tu m.in.:
- Józef Chłapowski herbu Dryja, patron wielkopolskich kółek rolniczych i jego małżonka Teofila z Woronieckich Chłapowska,
- Konstancja z Łuszczewskich Wodzińska (wojewodzina),
- ks. Kazimierz Głowiński, proboszcz żegociński, dziekan czermiński i kanonik gnieźnieński,
- Adam Korybut Książę Woroniecki[4].

### Inne
Przy kościele stoi drewniana dzwonnica konstrukcji słupowej (typu krosnowego) z połowy XIX wieku, figura św. Jana Nepomucena i lipy o obwodach do 300 cm.

## Galeria

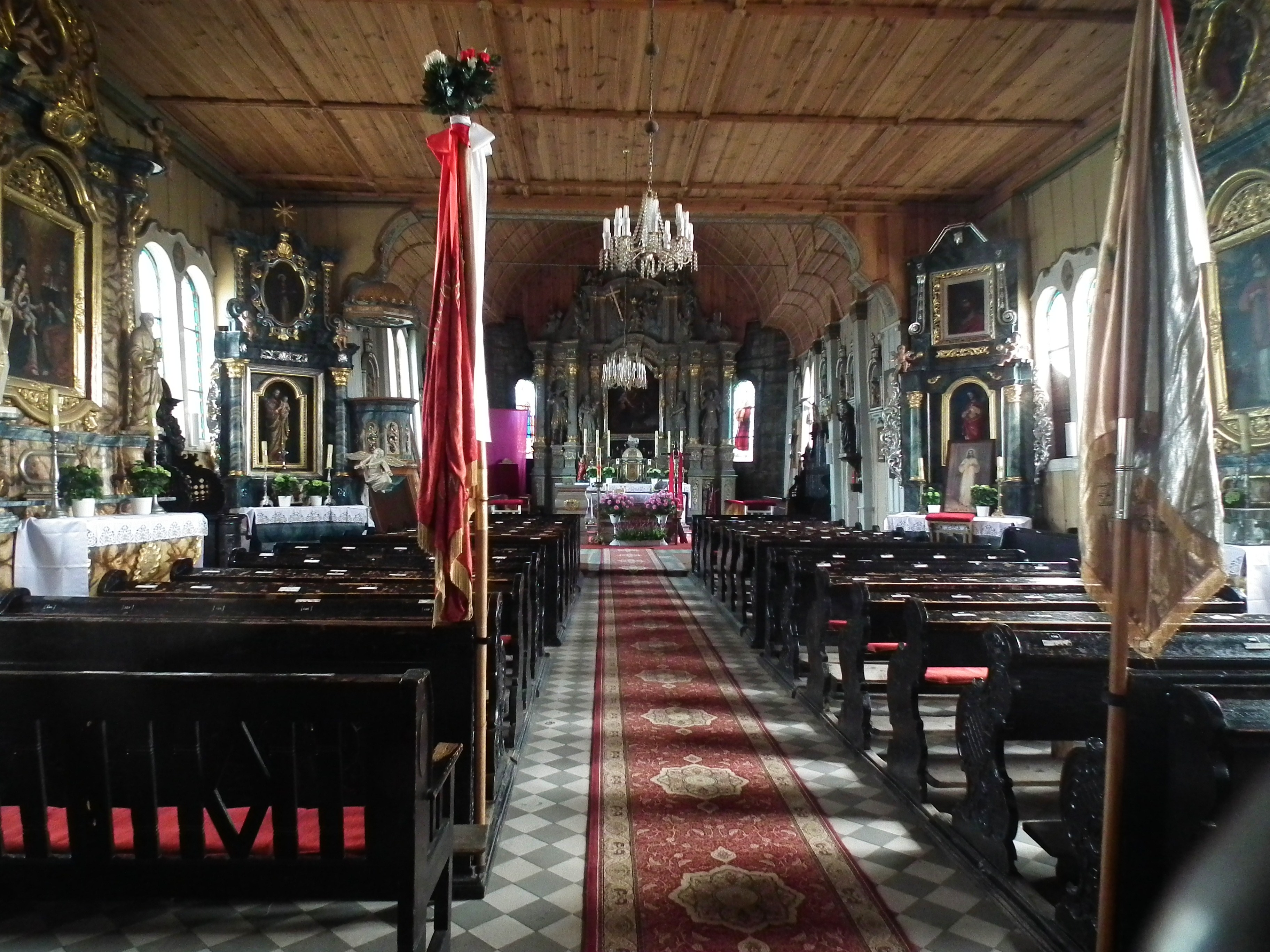
Wnętrze
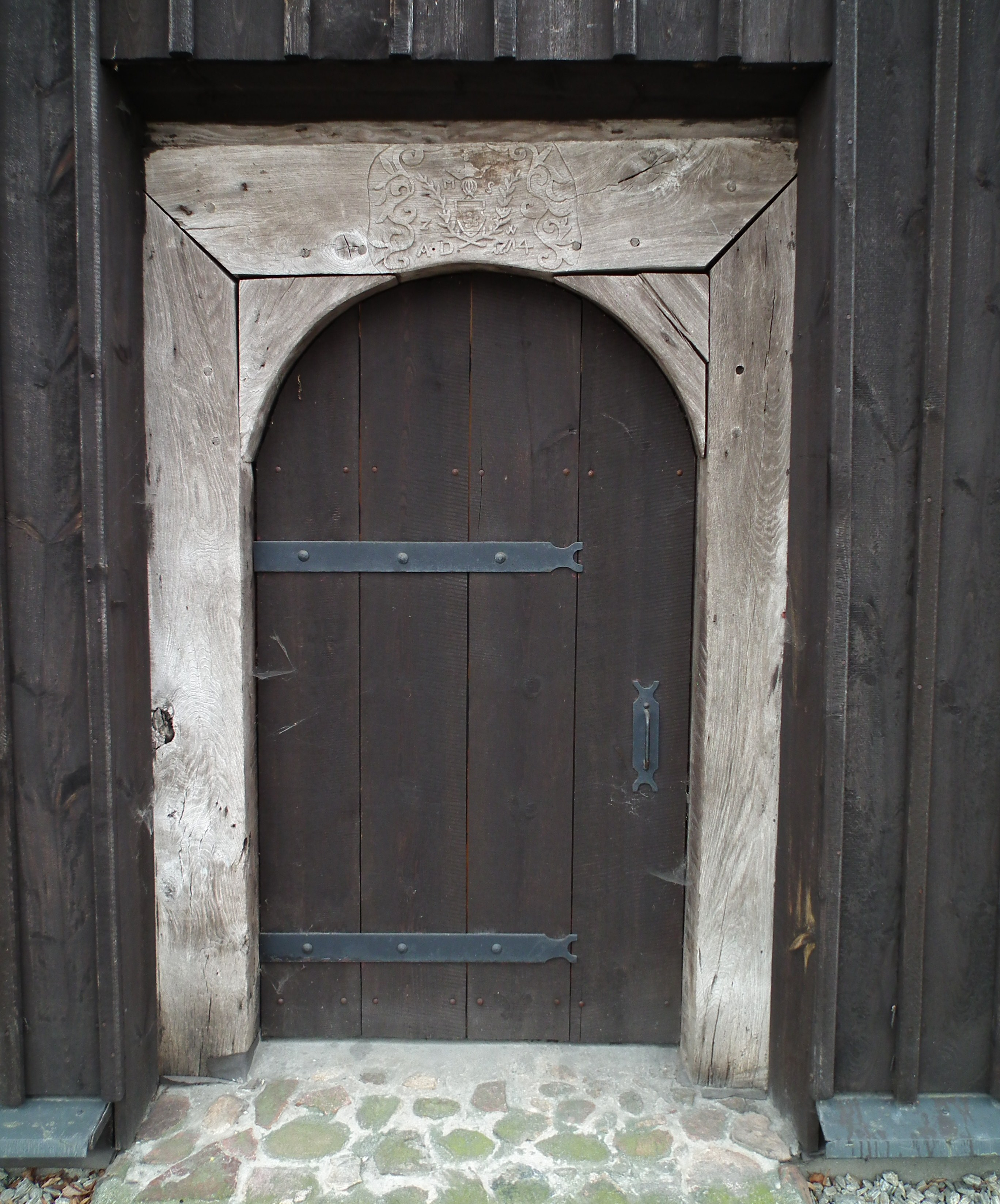
Portal
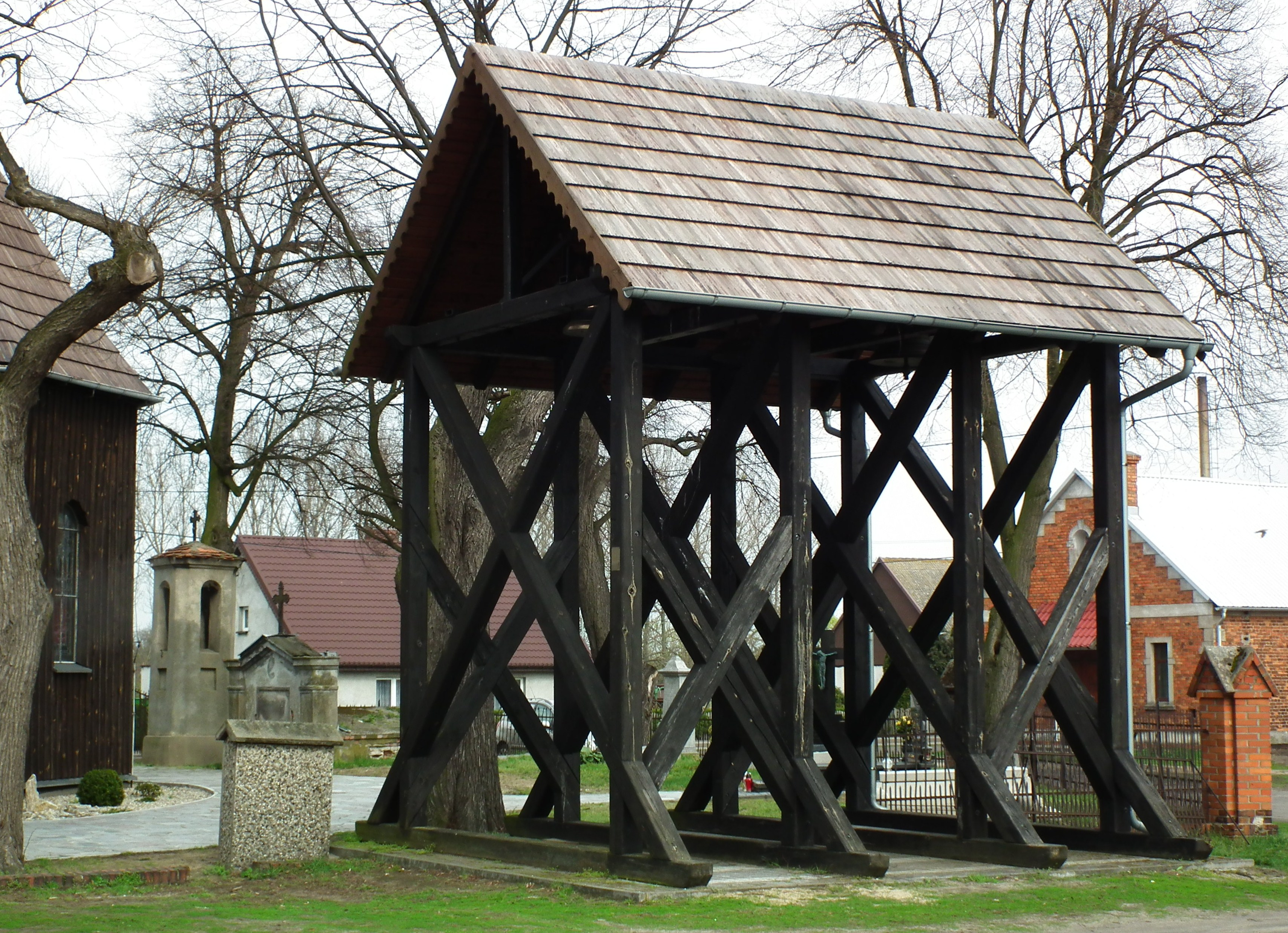
Dzwonnica
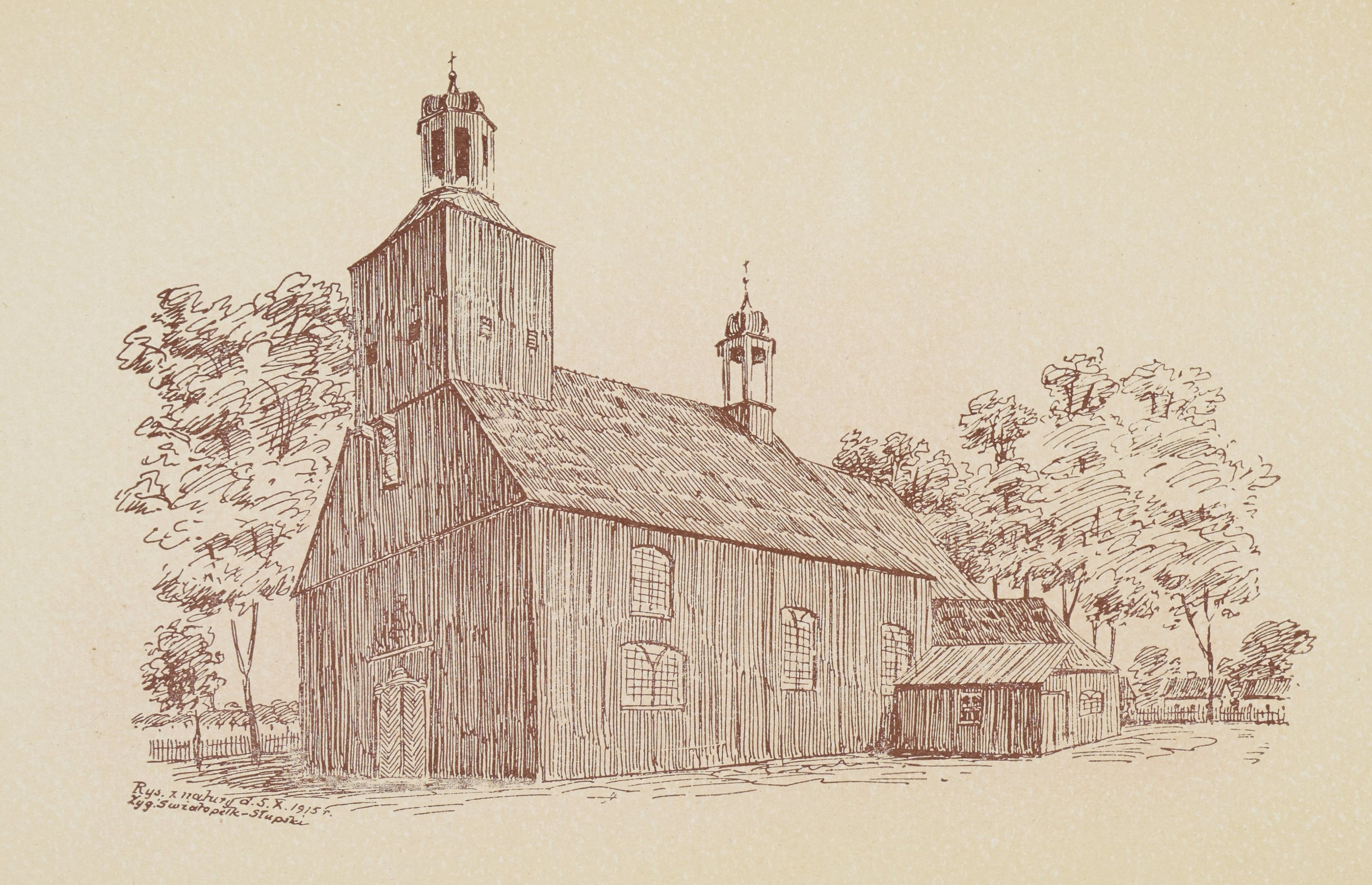
Album z 1916